# Balkaren

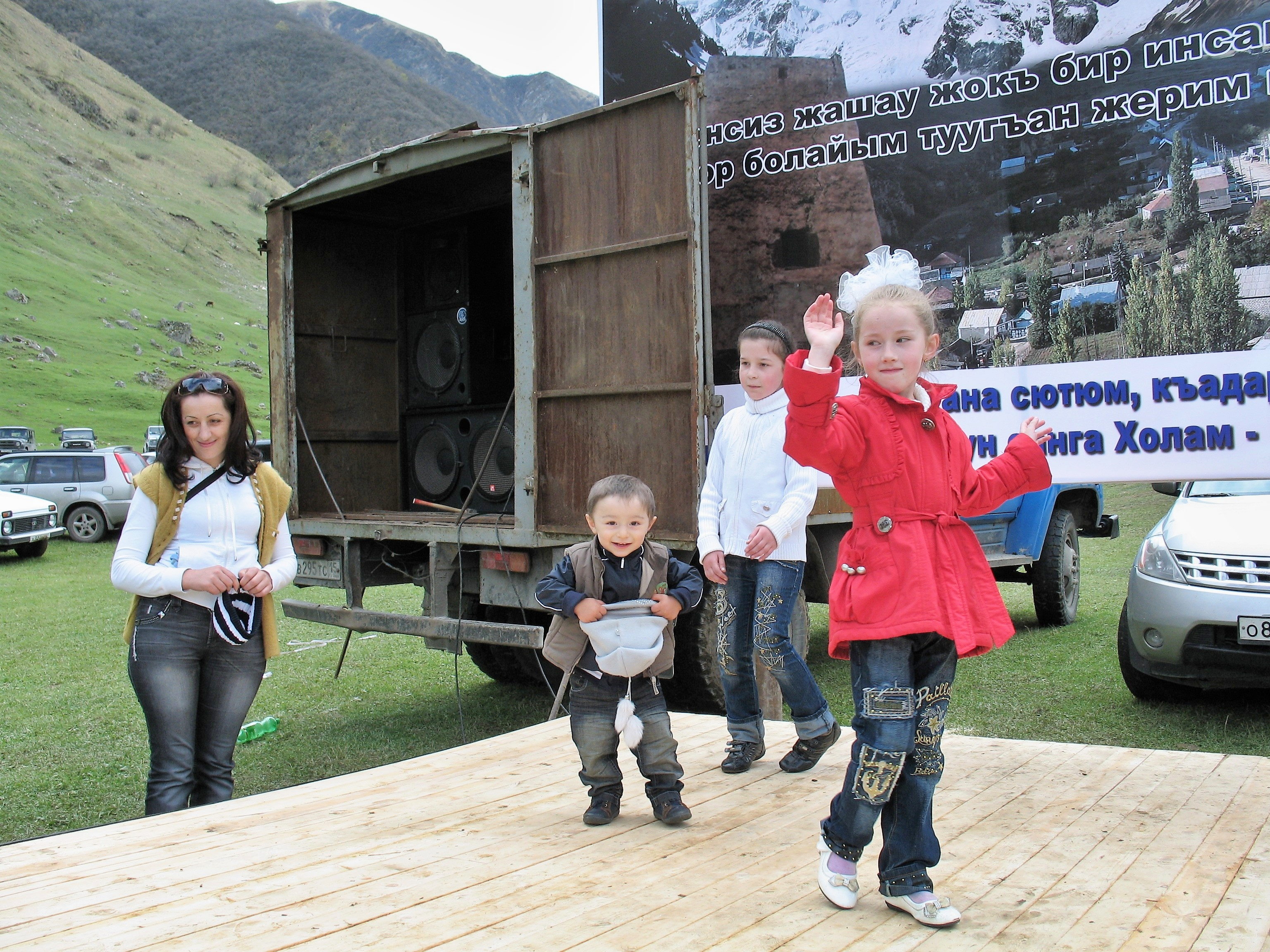
Balkarischer Volkstanz in Besengi

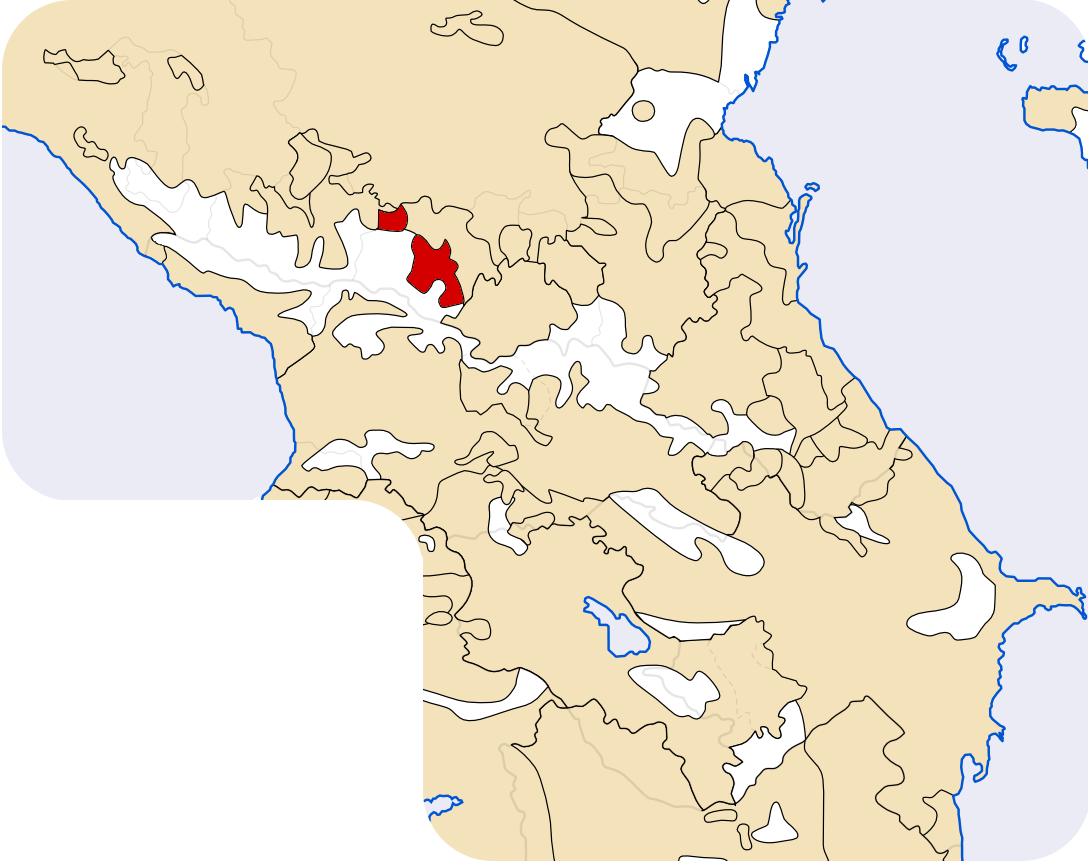
Siedlungsgebiet der Balkaren

Balkaren (Eigenbezeichnung: малкъарлыла /malqarlyla/) sind eine turksprachige Ethnie des Kaukasus. Sie stehen unter starkem tscherkessischen Kultureinfluss und sind eng mit den benachbarten Karatschaiern verwandt. Die Balkaren gehören zu den Turkvölkern. Ihre Sprache Balkarisch ist eine Gruppe von vier Dialekten des Karatschai-Balkarischen, der fünfte Dialekt ist Karatschaisch.
Die meisten der rund 112.924 Balkaren (2010) siedeln heute überwiegend in der zu Russland gehörenden autonomen Republik Kabardino-Balkarien (in der russischen Volkszählung 2010: 108.577) und in den angrenzenden Gebieten.
Die Balkaren gehören neben den Karatschaiern, Russlandkoreanern, Russlanddeutschen, Krimtataren, Kalmücken, Tschetschenen, Inguschen und Mescheten zu den Nationalitäten, die im Rahmen der stalinistischen Zwangsmaßnahmen vollständig von NKWD-Einheiten nach Zentralasien deportiert wurden.

## Namensherkunft
Die erste Erwähnung der Steppennomaden-Verbände der Ur-Bulgaren stammt von dem aramäisch-armenischen Historiker Mar Abas Katina aus dem vierten Jahrhundert sowie im lateinischen Werk „Anonymer Chronograph“. Die Bezeichnung für die Balkaren in der Form болхары /bolchary/ ist in russischen Dokumenten seit dem 16./17. Jahrhundert bekannt. Diese Bezeichnung könnte vom ur-bulgarischen Wort für gemischt abgeleitet sein oder nach einer Hypothese von der Region um Balch. Daneben kam der Gelehrte János Németh aufgrund der Semantik des Zeitwortes „bulga“ in verschiedenen Turksprachen zu der Überzeugung, dass bulgar „Aufwühler, Aufwiegler, Revolutionär“ bedeutet hat.
Höchstwahrscheinlich stammt der Name der Balkaren von der Eigenbezeichnung der Ur-Bulgaren (Bolgar) und des Groß-Bolgarischen Reiches. Dass sich der Name der Balkaren (Malqar) vom Namen der Bolgaren oder einer Splittergruppe ableitet, und nicht wie man früher vermutete, vom mittelalterlich-kaukasischsprachigen Stammesverband der Malchi oder vom Fluss Malka, gilt deshalb als wahrscheinlich, weil sie noch ältere russische Quellen als bolchary oder bolgary bezeichnen. Die Lautverschiebung /b/ zu /m/ scheint also erst danach stattgefunden zu haben. Bis ins 20. Jahrhundert war dieser Name nur die Selbstbezeichnung des östlichsten der fünf Stammesverbände und wurde erst dann auf die gesamte Ethnie übertragen.

## Alternative Bezeichnungen
Die Volksgruppe der Balkaren bezeichnete sich selbst lange Zeit als taulu, Plural taulula, als „Bergbewohner“. Bei den Russen und den Westeuropäern waren sie jedoch bis weit ins 20. Jahrhundert als die „fünf Stämme der Berg-Tataren“ bekannt. Auch wurden die Balkaren fälschlicherweise nur mit dem Namen „Tataren“ bezeichnet. Erst in sowjetischer Zeit wurde der Name der Balkaren (Eigenbezeichnung malqar) vom östlichsten der fünf Balkarenstämme auf alle Balkaren übertragen.

## Sprache und Literatur

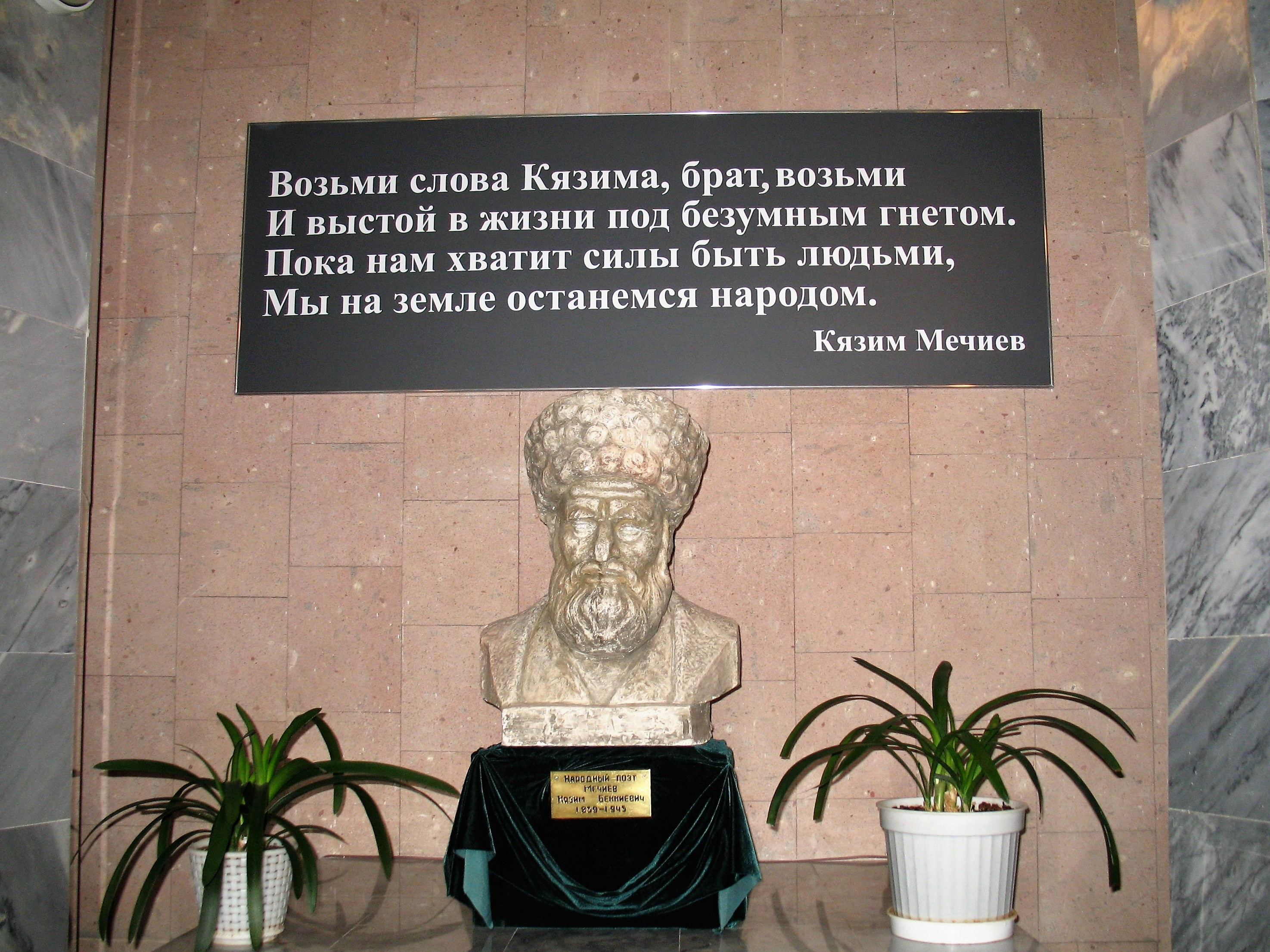
Büste des wichtigsten balkarischen Dichters Kjasim Metschijew im Mahnmal für die Opfer der stalinistischen Deportation aller Balkaren in Naltschik

Karatschai-Balkarisch wird linguistisch dem nordwestlichen kiptschakischen Zweig der Turksprachen zugeordnet. Die nächste Verwandte ist Kumykisch in Dagestan.
Schriftlich belegt ist die karatschai-balkarische Sprache seit Beginn des 18. Jahrhunderts. Damals hatten Balkaren und Karatschaier ihre Sprache noch auf der Basis des arabischen Alphabets zu seltenen Anlässen geschrieben, wie erstmals in der sogenannten „Holam/Hulam-Inschrift“ von 1715, gefunden im balkarischen Aul Holam, die einen politischen Schiedsspruch von 1709 niederschreibt. Seit der Zeit der frühsowjetischen Korenisazija wurde sie 1924–38 lateinschriftlich, danach in kyrillischer Schrift allgemein durch Schulpflicht als Schriftsprache etabliert.
Seit der Etablierung der Schriftsprache gibt es mehrere Dichter und Schriftsteller. Über das Siedlungsgebiet hinaus sehr bekannter Nationalschriftsteller ist Kasim Metschijew (1859–1945).

## Stämme und frühere Sozialstruktur
Bis in die sowjetische Zeit existierten in ihrem traditionellen, geographisch besonders hoch gelegenem, Siedlungsgebiet (einige Dörfer liegen oberhalb der Baumgrenze) zwischen dem Elbrus im Westen und Nordossetien im Osten fünf turksprachige Stammesverbände: die Urusbi am Oberlauf des Baksan, die Tschegem am Oberlauf des Tschegem, die Chulam und die relativ wenigen Besengi (nur im Dorf Besengi), beide am Oberlauf des Tscherek-Chulamski und die eigentlichen Balkar – Selbstbezeichnung Malqar – am Oberlauf des Tscherek-Balkarski (von West nach Ost). Von dem westlicheren, ähnlich sprechenden Stamm der Karatschai waren sie bis zur Ansiedlung einiger Bergbewohner in flacheren Gebieten in sowjetischer Zeit durch das Elbrusmassiv räumlich isoliert. In der frühsowjetischen Politik der Korenisazija wurden diese Stämme zu einer einheitlichen offiziellen Nationalität vereinigt und nach dem östlichsten Stamm als Balkaren bezeichnet; als solche wurden sie zu einer der beiden Titularnationen in Kabardino-Balkarien. Die westlicheren Karatschaier wurden dagegen zu einer getrennten Nationalität und Titularnation erhoben. Beide erhielten aber die gemeinsame Schriftsprache Karatschai-Balkarisch. Auf die Namen der historischen Stammesverbände bzw. ihrer Flusstäler gehen die Namen der fünf karatschai-balkarischen Dialekte Karatschai, Baksan, Tschegem, Chulam-Besengi und Malqar zurück, der erste wird von Karatschaiern, die anderen vier von Balkaren gesprochen. Nationale Karatschaier und Balkaren fordern heute eine Zusammenlegung zu einer einheitlichen Nationalität mit einer gemeinsamen Republik innerhalb Russlands, was aber nicht bei der gesamten Bevölkerung auf Widerhall stößt.
Wie die nördlich benachbarten Kabardiner hatten die balkarischen Stämme bis zu deren Beseitigung in sozialistischer Zeit eine traditionelle Sozialschichtung mit dem Stand der Fürsten an der Spitze, gefolgt von einem niederen Adel und den Freien und den kleineren Gruppen der Leibeigenen und Sklaven (die beiden letzten schon juristisch im Kaiserreich Russland abgeschafft).

## Religion
Die Balkaren waren bis zum 18. Jahrhundert orthodoxe Christen mit vorchristlichen Traditionen. Ab dem 18. Jahrhundert traten sie vollständig zum sunnitischen Islam über. Die Bevölkerung ist heute aber nicht mehr vollständig religiös.

## Ethnogenese
Im Prozess der Ethnogenese der Karatschaier und Balkaren spielten nach archäologischen Indizien neben turksprachigen Verbänden aus den nördlich angrenzenden Steppen auch autochthone kaukasische Gruppen und westliche Teilverbände der iranischsprachigen Alanen eine Rolle, wobei sich die Turksprache in der Region durchsetzte.
Zur Frage wie die Turksprache in die Region kam, gibt es zwei Hypothesen: die ältere sieht sie als Ergebnis der Einwanderung von Kiptschaken im 12./13. Jahrhundert. In einem Krieg gegen das Kiptschakenreich Anfang des 12. Jahrhunderts verlor das nordkaukasische Alanenreich Gebiete an die Kiptschaken. Aus der Zeit finden sich auch die ersten drei Gräber von Steppennomaden in der alanischen Siedlung Nischni Archys in Karatschai-Tscherkessien. Der archäologisch feststellbare Zustrom nahm mit den Mongolenzügen im 13. Jahrhundert zu. Dafür spräche neben archäologischen Hinweisen auch, dass die dem Karatschai-Balkarischen am nächsten stehende Sprache Kumykisch ist, und die Flucht der Kumyken vor den Mongolen ist in Quellen erwähnt. Die jüngere Hypothese verweist darauf, dass im 6./7. Jahrhundert Verbände der turksprachigen Bolgaren und Sabiren in westliche Teile Alaniens einwanderten, als die Region unter ihrer Herrschaft stand. Für Zusammenhänge spräche, dass der swanische Name für die Osseten, sawair auf die Sabiren zurückgeht und der Name der Balkaren auf die Bolgaren zurückgeht – wobei dafür auch im 12. Jahrhundert eine Gruppe von Bolgaren aus der Region um Stawropol (die Udar-Bolgar, die zum kiptschakischen Verband gehörten) in Frage kommt. Ob im 6./7. oder 12./13. Jahrhundert eingewandert, die turksprachigen Gruppen waren wohl bis ins 14. Jahrhundert Teil der alanischen Stämmeunion, assimilierten sprachlich die Vorbewohner und verbreiteten im Westen ihre Turksprache, bevor sie vor den Kriegszügen Timurs und der folgenden Expansion der tscherkessischen Kabardiner ins Hochgebirge auswichen, oder in diese assimiliert wurden.
Karatschai-balkarische nationale Verbände versuchen in den letzten Jahrzehnten zu propagieren, das Ethnonym der Karatschaier und Balkaren sei in Wirklichkeit alan, was sie selbst und einige Nachbarsprachen verwenden würden. Alle Alanen seien in Wahrheit turksprachig gewesen, womit die historischen Alanen vereinnahmt werden sollen. Der führende Nordkaukasus-Archäologe und -Historiker Wladimir Kusnezow weist beide Argumente zurück: die Fremdbezeichnungen seien Umkehrungen. Aus der Tatsache, dass die iranischsprachigen Osseten in der swanischen Nachbarsprache sawair genannt werden, könne man auch nicht schlussfolgern, dass die turksprachigen Sabiren vielleicht iranischsprachig waren, oder aus dem Namen der Franzosen nicht, dass die namensgebenden Franken romanischsprachig waren, aus dem Namen der Bulgaren nicht, dass die turksprachigen Bolgaren slawisch waren usw. Die karatschai-balkarische Anrede alan! ist keine ethnische Selbstbezeichnung, sondern bedeutet „Hey!“, „Hallo!“, „Hey, Freund!“, „Hallo, mein Herr!“. Die behauptete Turksprachigkeit aller Alanen ist durch mittelalterlich-alanische Textfragmente in einem frühen Dialekt der iranischen Sprache Ossetisch widerlegt. Weitergehende Behauptungen, Turksprachen hätten schon seit der Bronzezeit im Kaukasus existiert, haben keine wissenschaftliche Grundlage. Sie sind aber im ideologischen Milieu des Panturkismus über die Region hinaus verbreitet.
Anthropologische Vergleichsuntersuchungen mittelalterlicher und frühneuzeitlicher Skelette aus Balkarien mit Skeletten aus Grabhügeln verschiedener Nomadenverbände ließen keine nennenswerte Zuwanderung von Alanen, Protobulgaren, Kiptschaken oder anderen Steppennomaden erkennen, sondern die frühen Balkaren im allgemeinen anthropologisch als kaukasische Bevölkerung erscheinen. Genetische Untersuchungen des väterlich vererbten Y-Chromosoms in karatschai-balkarischen Familien ergaben dagegen, dass sie zu fast einem Drittel ein Gen-Cluster aufweisen, das bei nördlichen, meist turksprachigen Steppenbewohnern häufig ist (R1aZ2123), zu fast einem Drittel ein Cluster, das für zentralkaukasische autochthone Bevölkerung typisch ist (G2a1a) und zu über einem Drittel verschiedene andere Subcluster, was also nahelegt, dass es eine teilweise Zuwanderung aus nördlichen Steppen gegeben hat.

## Geschichte

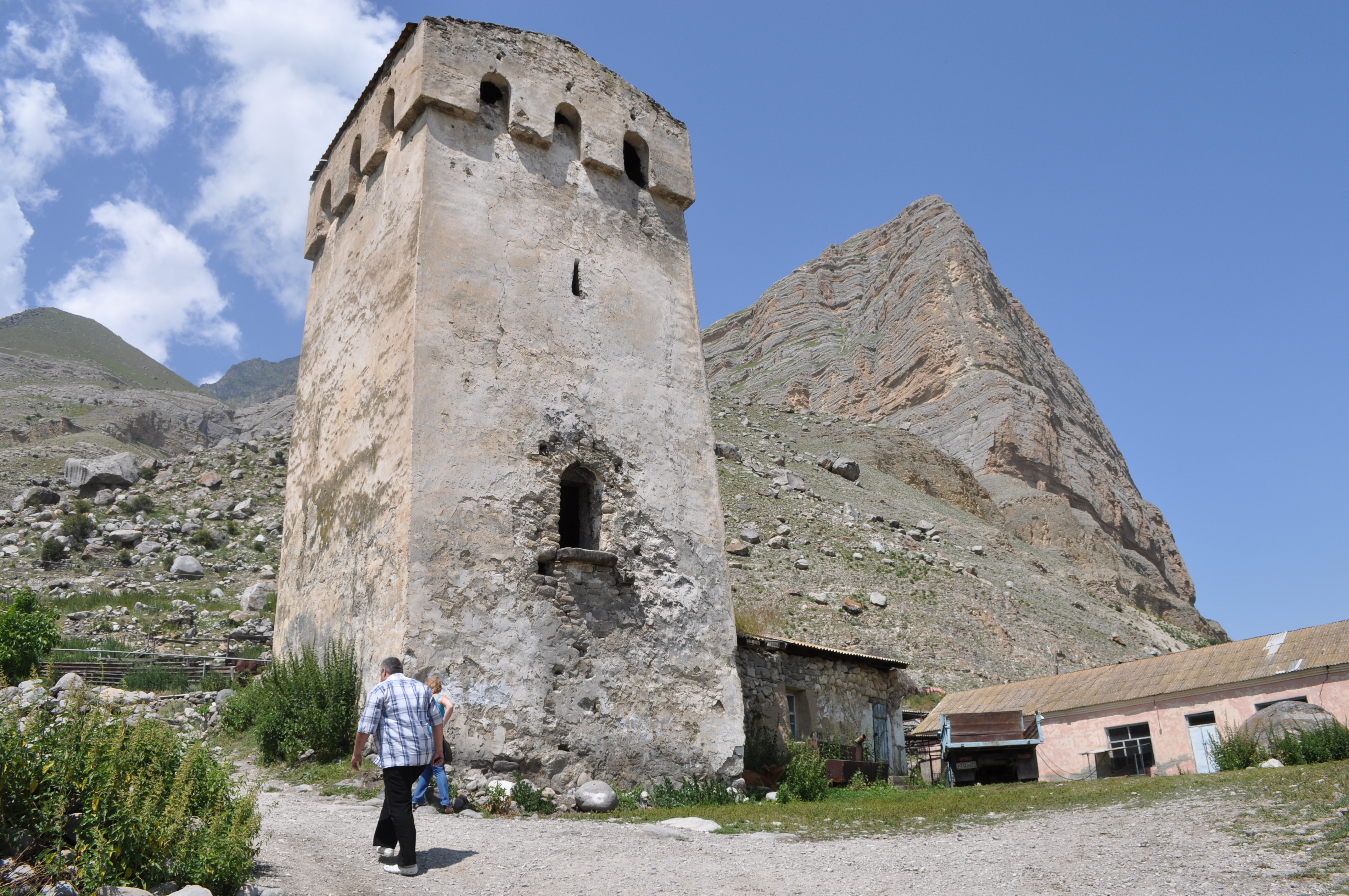
Wehrturm in dem balkarischen Dorf El-Tübü (russisch: Eltjubju)

Die Kaukasusregion wurde im 6. Jahrhundert durch Teile der Urbulgaren unterworfen und gehörte später zum Großbulgarischen Reich. Im 9. Jahrhundert siedelten Teile der Magyaren in dieser Region.
Zwischen den Jahren 1219 und 1223 wurde die Region mehrmals von den Mongolen überfallen. Die kaukasischen Bergstämme kämpften damals auf Seiten des georgischen Königs. Nach der mongolischen Eroberung gehörte der größte Teil des Kaukasus zum Reich der Goldenen Horde.
Zwischen dem 14. und 15. Jahrhundert wurden die Balkaren durch die benachbarten Tscherkessen in das Gebirge abgedrängt. Die Balkaren waren seit dem 16. Jahrhundert mit dem tscherkessischen Fürstentum Kabarda verbündet, nach heftigen Widerständen im Kaukasuskrieg, nach dem Teile als Muhadschire ins Osmanische Reich emigrierten, fielen sie im 19. Jahrhundert an das Russische Reich. Vom 17. bis 19. Jahrhundert wurden die Balkaren unter dem Einfluss der Nogaier und Krimtataren zum Islam bekehrt. 1827 wurden sie vom Russischen Reich unterworfen und lebten dort lange Zeit noch autonom.

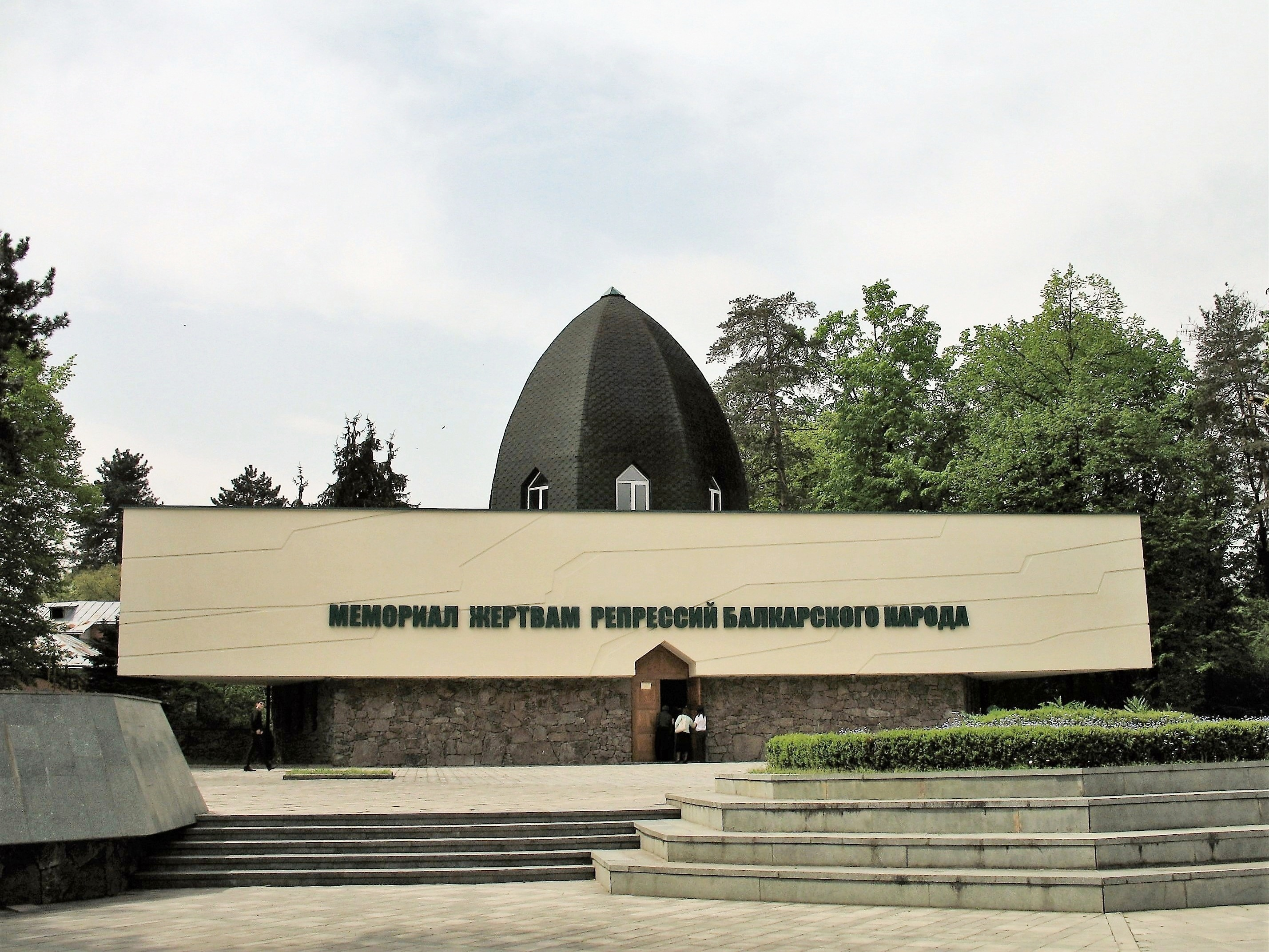
Mahnmal für die Opfer der Deportation aller Balkaren 1944 unter Stalin nach Mittelasien in Naltschik

Seit 1922 bildeten die Balkaren zusammen mit den Kabardinern ein gemeinsames autonomes Gebiet, das 1936 zur ASSR aufgewertet wurde. In der Zeit der stalinistischen gewaltsamen Zwangskollektivierung der Landwirtschaft 1929–33 und der großen Terror-Säuberung 1936–38 kam es in den Berggebieten der Balkaren, wie auch in den Berggebieten Karatschai-Tscherkessiens und Tschetscheno-Inguschetiens zu so breiten Widerständen, dass die Kollektivierung zeitweilig abgebrochen werden musste. Im Zweiten Weltkrieg war das Siedlungsgebiet der Balkaren vom Juli 1942 (Unternehmen Edelweiß) bis Januar 1943 (Nordkaukasische Operation) zeitweilig von der Wehrmacht besetzt. Aufgrund ihres Widerstandes gegen die 1943 wiedereinrückende Rote Armee wurden sie auf Befehl Josef Stalins unter dem Vorwurf der Kollaboration mit der Wehrmacht vollständig mit allen Männern, Frauen, Kindern und Alten innerhalb weniger Stunden von NKWD-Einheiten vom 8. März 1944, früh 2:00 Uhr bis 9. März festgenommen und nach Mittelasien verbannt, wobei sehr viele Deportierte umkamen. Der Hintergrund des Kollaborationsvorwurfes an eine ganze Ethnie wird seit langem diskutiert. Zwar gab es balkarische Kollaborateure mit den Deutschen, aber ihre Unterstützung in der Bevölkerung war nach heutigem Kenntnisstand relativ gering. Viele Fachhistoriker gehen deshalb davon aus, dass schon die breiten Widerstände vor dem Weltkrieg, Probleme beim Erreichen der Freiwilligen-Quoten für die Rote Armee und schließlich Widerstände gegen die Wiedereinführung stalinistischer Maßnahmen 1943 eher die Ursache der Deportation mit ihren großen Opferzahlen war, als die offiziell angeführte Kollaboration, an der sich nur eine Minderheit beteiligte. Die Balkaren wurden zwar 1957 offiziell von Chruschtschow rehabilitiert, durften aber erst 1967 offiziell in die alten Siedlungsgebiete zurückkehren, als viele bereits auf eigene Faust „illegal“ zurückgekehrt waren.
Danach bildeten sie wieder mit den tscherkessischsprachigen Kabardinern zusammen, wie vor dem Krieg die Kabardino-Balkarische Autonome Sozialistische Sowjetrepublik, die nach dem Zerfall der Sowjetunion zur Republik Kabardino-Balkarien im Staatsverband Russlands wurde.